# Crévoux
Crévoux is een gemeente in het Franse departement Hautes-Alpes (regio Provence-Alpes-Côte d'Azur) en telt 103 inwoners (1999). De plaats maakt deel uit van het arrondissement Gap.

## Geografie
De oppervlakte van Crévoux bedraagt 58,5 km², de bevolkingsdichtheid is 1,8 inwoners per km².
De onderstaande kaart toont de ligging van Crévoux met de belangrijkste infrastructuur en aangrenzende gemeenten.

## Demografie
Onderstaande figuur toont het verloop van het inwonertal (bron: INSEE-tellingen).
Vanwege een beveiligingsprobleem met de MediaWiki Graph-software is het momenteel niet mogelijk deze grafiek weer te geven. Zodra de software is bijgewerkt zal de grafiek vanzelf weer zichtbaar worden.